# Saceruela
Saceruela település Spanyolországban, Ciudad Real tartományban. Saceruela Abenójar, Ciudad Real és Valdemanco del Esteras községekkel határos. Lakosainak száma 518 fő (2024).

## Népesség
A település népessége az elmúlt években az alábbi módon változott:
| Lakosok száma | 741  | 703  | 694  | 653  | 642  | 622  | 607  | 559  | 540  | 518  |
|               | 2001 | 2004 | 2006 | 2009 | 2011 | 2014 | 2016 | 2019 | 2021 | 2024 |